# Sítinovité
Sítinovité (Juncaceae) je čeleď jednoděložných rostlin z řádu lipnicotvaré (Poales). Jsou to převážně byliny s přízemními trávovitými listy a nenápadnými drobnými květy v květenstvích. Čeleď zahrnuje asi 430 druhů v 7 rodech a je rozšířena téměř po celém světě. V České republice ji zastupují rody bika a sítina.

## Popis
Jedná se o byliny, výjimečně keře. Jsou to jednoleté nebo vytrvalé pozemní rostliny, nebo vodní rostliny kořenící ve dně, pokud jsou vytrvalé, pak zpravidla s hlízami nebo oddenky. Jsou to jednodomé rostliny s oboupohlavnými květy, vzácně dvoudomé. Listy jsou často nahloučeny na bázi, vzácněji nikoliv, jsou jednoduché, přisedlé, střídavé, uspořádané nejčastěji trojřadě, vzácněji dvouřadě, s listovými pochvami. Čepele listů jsou celokrajné, ploché či žlábkovité nebo svinuté, někdy jsou dokonce oblé, žilnatina souběžná. Okraje listových pochev jsou srostlé nebo volné. V některých případech jsou listy částečně až silně redukovány (někdy z nich zbyly pouze listové pochvy, např. sítina rozkladitá – Juncus effusus) a fotosyntetickou funkci listů pak přebírá stonek. Na svrchní straně báze čepele listu je většinou přítomen jazýček. Květy jsou oboupohlavné, vzácně jednopohlavné, jsou v květenstvích, zpravidla ve vrcholících, kruželech, hlávkách či chocholících. Květenství, větve květenství a květy často podepřeny listeny, někdy je listen na bázi květenství ve tvaru toulce. Okvětí je vyvinuto, zpravidla 6 okvětních lístků ve 2 přeslenech, vzácně jen 3 v 1 přeslenu. Okvětní lístky jsou často nenápadné, hnědé či zelené, ale někdy nápadnější, bílé, purpurové, černé či průhledné. Tyčinek je 6 ve 2 přeslenech, vzácně 2-3 v 1 přeslenu, tyčinky jsou volné. Gyneceum je složeno ze 3 plodolistů, je synkarpní, blizny zpravidla 2, semeník je svrchní. Plod je suchý, většinou pukavý, vzácně nepukavý, převážně tobolka.

## Rozšíření
Je známo asi 7 rodů a asi 430 druhů, které jsou rozšířeny téměř po celém světě, v tropech ale zpravidla jen v horách.
V ČR rostou zástupci pouze 2 rodů: sítina (Juncus) a bika (Luzula), celkem asi 30 druhů.

## Taxonomie
Starší taxonomické systémy často řadily čeleď Juncaceae do samostatného řádu sítinotvaré (Juncales). Rod Prionium, který je domovem v Jižní Africe a byl dříve často řazen mezi sítinovité, systém APG II řadí do čeledi Thurniaceae.

## Zástupci
- bika (Luzula)
- sítina (Juncus)[2]

## Seznam rodů
Andesia, Distichia, Juncus, Luzula, Marsippospermum, Oxychloe, Rostkovia